# سیارک ۷۲۵۹۶
سیارک ۷۲۵۹۶ (به انگلیسی: 72596 Zilkha، نامگذاری:2001FF9) هفتاد و دو هزار و پانصد و نود و ششمین سیارک کشف شده‌است که در ۲۱ مارس ۲۰۰۱ کشف شد.